# McOndo
McOndo est un mouvement littéraire latino-américain qui est né en réaction à la tradition littéraire du réalisme magique, longtemps prédominante en Amérique latine. McOndo a pour principales caractéristiques un réalisme affirmé, des références à la culture populaire américaine et latino-américaine, des intrigues qui se déroulent dans des contextes urbains contemporains, des descriptions souvent très dures du crime, de la pauvreté, de la mondialisation, des inégalités sociales, du sexe et de la sexualité.

## Origine du mot
Le mot McOndo lui-même vient de la volonté des écrivains de ce mouvement de prendre leurs distances avec le principal représentant du courant du réalisme magique, Gabriel García Márquez, et son village colombien imaginaire, Macondo. L'écrivain chilien Alberto Fuguet explique : « mon propre univers est bien plus proche de ce que j'appelle 'McOndo' -- le monde de McDonald's, de Macintosh et des condos. »

## Histoire
Le terme « McOndo » a été créé par Fuguet lorsque, jeune auteur dans les années 1980, ses œuvres étaient régulièrement refusées par l'establishment littéraire nord-américain qui exigeait des écrivains latino-américains qu'ils adaptent leurs thèmes et leur style au réalisme magique, mouvement littéraire datant des années 1960 qui baigne souvent dans des atmosphères exotiques, dénonce les injustices sociales, évoque des phénomènes spirituels ou metaphysiques, bien souvent dans un univers rural. Fuguet opposait à cela que sa propre éducation, transnationale, dans les classes moyennes du Chili urbain et des banlieues des États-Unis, lui rendait bien difficile de se plier au cadre du réalisme magique. Cependant, on continuait à lui opposer des refus, et les conseils des agents littéraires et des éditeurs restaient toujours les mêmes : « Ajoutez du folklore, une dose de chaleur tropicale et revenez nous voir. »
Le mouvement McOndo correspond à une profonde envie de renouvellement de la littérature de la part d'une vague montante de nouveaux écrivains sud-américains, dans un monde transformé par les nouvelles technologies et les nouveaux médias. Ces auteurs, qui se saisissent dans leurs œuvres du monde tel qu'il est, ont une vision désacralisée de la littérature, à l'image d'Edmundo Paz Soldán, qui déclare au magazine Postskript : « McOndo m’a permis d’être irrévérencieux avec la littérature. J’ai fait une carrière littéraire académique, j’avais une vision très solennelle, très sérieuse de la littérature. Grâce à McOndo j’ai pu m’ouvrir un peu. »

## Principaux écrivains
Parmi les écrivains associés au mouvement McOndo, on retrouve :
- Alberto Fuguet,
- Jorge Franco,
- Giannina Braschi,
- Pedro Juan Gutiérrez,
- Mario Mendoza,
- Edmundo Paz Soldán.